# 死者的反擊
奥索維茨之役（英語：Battle of Osowiec Fortress，俗稱「死者的反擊」）是1915年8月6日一場於俄屬波蘭奥索维茨要塞爆發的一戰戰役，因俄军士兵受到德军氯溴混合毒氣重创后如喪屍般死战不退而知名。

## 過程

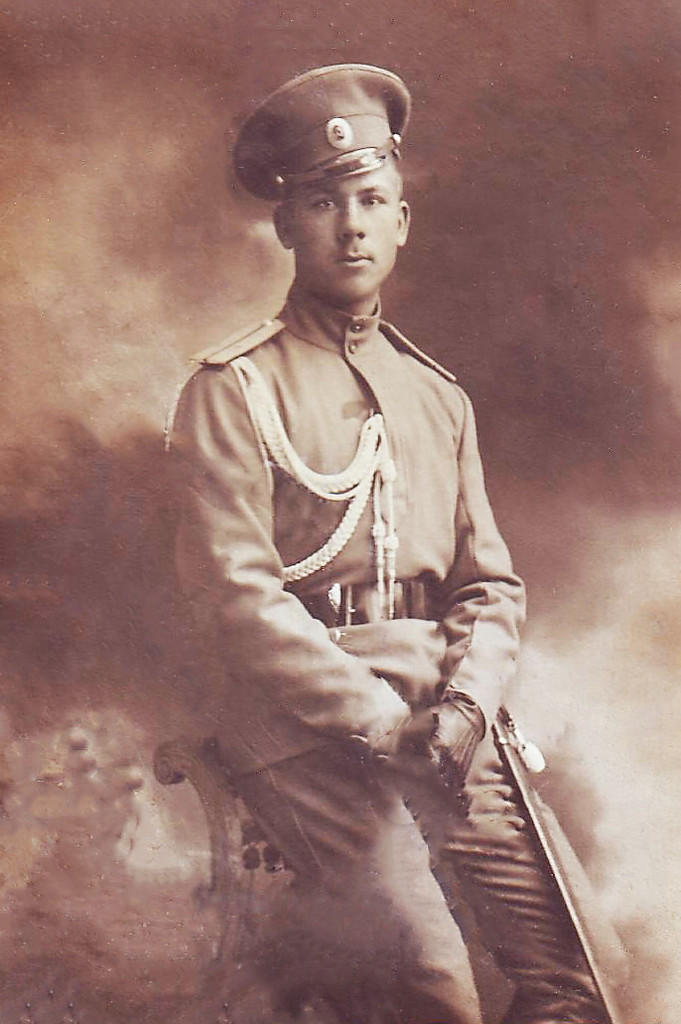
弗拉基米尔·科特林斯基中尉，該次戰役的俄军指挥官

1915年7月初，入侵俄属波蘭的德军对奥索维茨要塞发动全面进攻：德军集结了14个营的步兵和1个营的工兵，24–30门重型攻城炮和30门配備毒氣彈的大砲，由陆军元帅兴登堡亲自指挥。相比之下，俄军的防线只有500名来自226步兵团“泽姆林斯基”的士兵和当地的400名民兵。
毒气必须风向正確才能使用，所以德国人一直等到8月6日凌晨4点才以伴随以常规炮击的毒气炮击作为战争的第一枪。根据历史学家记载“毒气让奥索维茨内外的动植物瞬间死亡凋敝，连虫豸也不能幸免，在毒气中的俄军就像处在地狱之中。”由于俄军既没有提前准备好的防毒面具，现场制作防毒面具基本也不可能，大多数俄军士兵用他们的内衣沾上水或者尿作为简易防毒面具。俄军损失惨重，但科特林斯基中尉在毒气中幸存，并开始组织剩下的俄军士兵准备反击德军。
德軍於施放毒氣後躊躇滿志，誤以為沒有防毒面具的俄军再已無力反擊，再加上其裝備精良全員均配防毒面具，因而急不及待打算清理戰場，未待毒氣消散即派11后备步兵师的12个营约7000人向要塞前進，然而其前進至俄军第一道防线即遭科特林斯基组织的反衝鋒突襲。當時俄军已全數中毒重傷，一边咳嗽吐血（有的甚至吐出了带血的肺脏碎块）一边向德军射击並猛烈衝鋒；德軍因毒氣嚴重限制能見度，行軍速度本已遲緩，於濃濃毒霧中突遭偷襲猝不及防，再加上誤判俄軍已無力反擊無預計會遭任何抵抗，一看見俄軍官兵七竅流血的猙獰面容撲來即被當場嚇至魂飛魄散，被俄軍衝散後慌不择路地潰退，掉进了自己之前布置好的陷阱中。俄军剩下的五门大炮也开始轰击逃跑的德军。科特林斯基在戰後当天傍晚因中毒過深傷重陣亡。
然而俄军并没有守住这个阵地多长时间，德军在考納斯要塞和莫德林要塞的胜利使得奥索维茨要塞逐渐被德军包围，俄军只得拆除了奥索维茨要塞并向后撤退。

## 文化影响
瑞典金属乐团薩巴頓的《The Great War》专辑中以「喪屍衝鋒」（英語：The Attack of the Dead Men）为名的歌曲纪念了本次事件。
俄罗斯金属乐团咏叹调乐队同样以本战役为题材制作了一首名为“Атака Мертвецов”（即「喪屍衝鋒」）的歌曲。